# 2156 Kate
2156 Kate è un asteroide della fascia principale. Scoperto nel 1917, presenta un'orbita caratterizzata da un semiasse maggiore pari a 2,2432395 UA e da un'eccentricità di 0,2012856, inclinata di 5,35139° rispetto all'eclittica.